# Alamoni – Maiaki
Alamoni – Maiaki – miejscowość w Tuvalu; na atolu Nui; na wyspie Fenua Tapu.
Osada ma powierzchnię 1,03 km². W 2001 roku zamieszkiwało ją 281 osób, a w 2012 – 321.